# Mārtiņš Skirmants
Mārtiņš Skirmants (Riga, 7 dicembre 1977) è un ex cestista lettone.

## Palmarès
- Campionato lettone: 6

Ventspils: 2001-02, 2002-03, 2003-04, 2004-05, 2005-06
Barons Rīga: 2009-10